# Artur Jakubczyk
 Artur Jakubczyk (ur. 1973) – generał brygady Wojska Polskiego; szef zarządu Strategii i Polityki Wywiadu Organizacji Traktatu Północnoatlantyckiego (2022-2024), zastępca dowódcy 18. Dywizji Zmechanizowanej (2019-2022), dowódca 2 Hrubieszowskiego pułku rozpoznawczego (2018–2019).

## Przebieg służby wojskowej
Artur Jakubczyk pochodzący z Szydłowca we wrześniu 1993 podjął studia wojskowe jako podchorąży w Wyższej Szkole Oficerskiej Wojsk Zmechanizowanych na kierunku rozpoznanie, które ukończył w 1997 w przeformowanej uczelni w 1994 w Wyższej Szkole Oficerskiej im. Tadeusza Kościuszki uzyskując dyplom inżyniera – dowódcy. W sierpniu tego roku był promowany na pierwszy stopień oficerski – podporucznika. Absolwent Uniwersytetu Warszawskiego (politologia), Wojskowej Akademii Technicznej (na kierunku bezpieczeństwo narodowe), Akademii Obrony Narodowej (PSOT oraz PSOS) oraz Akademii Sztuki Wojennej (PSPO). W październiku 1997 został skierowany do Siedlec, gdzie dowodził grupą, plutonem i kompanią dalekiego rozpoznania w 1 batalionie rozpoznawczym. W 2004 został skierowany do Iraku, gdzie pełnił służbę w PKW W Iraku podczas III zmiany, po czym był skierowany na podyplomowe studia operacyjno-taktyczne w Akademii Obrony Narodowej. Następnie pełnił służbę wojskową w 2 Korpusie Zmechanizowanym w Krakowie.
W 2007 był na misji w PKW Afganistanie. Po misji objął stanowisko szefa Wydziału Rozpoznania w 2 Korpusie Zmechanizowanym. W 2009 pełnił służbę w Afganistanie w komórce operacyjnej ISAF w Kabulu, a następnie był na misji w związku z działaniami w Libii pełniąc służbę w międzynarodowym centrum wywiadu NATO w Neapolu. Następnie objął stanowisko zastępcy szefa Oddziału Szkoleń i Ćwiczeń, potem był szefem oddziału analiz rozpoznawczych w Dowództwie Operacyjnym Rodzaju Sił Zbrojnych, później został zastępcą dyrektora Ośrodka Monitorowania i Analiz MON a rok później zastępcą szefa Zarządu Analiz Wywiadowczych i Rozpoznawczych P2 w Sztabie Generalnym Wojska Polskiego, które pełnił do 28 sierpnia 2018.
3 września 2018 przejął dowodzenie 2 Hrubieszowskim pułkiem rozpoznawczym. 29 listopada 2018 w Warszawie w siedzibie Sztabu Generalnego WP został uhonorowany przez gen. Christopher G. Cavoli amerykańskim odznaczeniem Army Commendation Medal za działalność na rzecz bezpieczeństwa międzynarodowego wręczone przez szefa Zarządu  Wywiadu Wojskowego Dowództwa Sił Lądowych USA w Europie (US Army Europe) płk Derricka Lee. 15 lipca 2019 w Warszawie minister obrony narodowej Mariusz Błaszczak wręczył mu nominację na stanowiska służbowe zastępcy dowódcy 18 Dywizji Zmechanizowanej w Siedlcach. 19 lipca 2019 przekazał obowiązki dowódcy 2 pułku rozpoznawczego. 15 sierpnia 2019 w Katowicach prezydent RP Andrzej Duda mianował go na stopień generała brygady. Następnie pełnił funkcję szefa zarządu Strategii i Polityki Wywiadu w Połączonej Dywizji Wywiadu i Bezpieczeństwa (JISD) w Kwaterze Głównej NATO w Brukseli.
Z kwatery głównej NATO został odwołany w sierpniu 2024. Zwolniony do pasywnej rezerwy 31 grudnia 2024 roku.
Absolwent studiów podyplomowych w Collegium Humanum.

## Awanse
- podporucznik – 1997[2]

[...]
- generał brygady – 15 sierpnia 2019[16][9]

## Ordery, odznaczenia i wyróżnienia
Podczas służby wojskowej był m.in. odznaczony, wyróżniony:

- Srebrny Krzyż Zasługi
- Wojskowy Krzyż Zasługi z Mieczami – 2010[18]
- Gwiazda Afganistanu
- Gwiazda Iraku
- Złoty Medal „Siły Zbrojne w Służbie Ojczyzny”
- Srebrny Medal „Siły Zbrojne w Służbie Ojczyzny”
- Brązowy Medal „Siły Zbrojne w Służbie Ojczyzny”
- Złoty Medal „Za zasługi dla obronności kraju”
- Srebrny Medal „Za zasługi dla obronności kraju”
- Brązowy Medal „Za zasługi dla obronności kraju”
- Medal Pamiątkowy Wielonarodowej Dywizji Centrum-Południe w Iraku
- Medal „Opiekun Miejsc Pamięci Narodowej”
- Medal „W służbie Bogu i Ojczyźnie” – 2019
- Medal 100-lecia ustanowienia SG WP – 2018
- Odznaka Honorowa „Zasłużony dla Województwa Lubelskiego” – 2018
- Odznaka Honorowa Wojsk Lądowych
- Odznaka tytułu honorowego „Zasłużony Żołnierz RP” II Stopnia (Srebrna)
- Kordzik Honorowy SZ WP
- Pamiątkowa Szabla Szefa SGWP– 2018
- Odznaka pamiątkowa 1 Siedleckiego batalionu rozpoznawczego - 2005
- Odznaka pamiątkowa 2 Korpusu Zmechanizowanego – 2009
- Odznaka pamiątkowa Dowództwa Operacyjnego RSZ – 2016
- Odznaka pamiątkowa Sztabu Generalnego WP – 2018
- Odznaka pamiątkowa 2 Hrubieszowskiego pułku rozpoznawczego – 2018 (ex officio)
- Odznaka pamiątkowa 18 Dywizji Zmechanizowanej – 2019 (ex officio)
- Odznaka Skoczka Spadochronowego Wojsk Powietrznodesantowych – 1995
- Wojskowa Odznaka Sprawności Fizycznej I stopnia – 1997
- Brązowy Medal „Za Zasługi dla Pożarnictwa”
- Medal NATO za misję ISAF
- Medal NATO za misję Unified Protector
- Army Commendation Medal – Stany Zjednoczone

i inne